# Calcarobiotus imperialis
Calcarobiotus imperialis is een beerdiertje uit de familie Macrobiotidae. De wetenschappelijke naam van de soort werd voor het eerst geldig gepubliceerd in 2000 door Abe & Takeda.